# Dendrotriton
Dendrotriton é um género de anfíbios caudados pertencente à família Plethodontidae.

## Espécies
- Dendrotriton bromeliacius
- Dendrotriton cuchumatanus
- Dendrotriton megarhinus
- Dendrotriton rabbi
- Dendrotriton sanctibarbarus
- Dendrotriton xolocalcae